# Seznam vojenských hřbitovů v Česku
Seznam vojenských hřbitovů v Česku:
- Vojenský hřbitov (Česká Skalice)
- Vojenský hřbitov (České Budějovice)
- Vojenský hřbitov (Dolní Březinka) – v okrese Havlíčkův Brod
- Vojenský hřbitov (Hlučín)
- Vojenský hřbitov (Hradčany) – v Praze, zaniklý
- Vojenský hřbitov (Hradec Králové-Pouchov)
- Vojenský hřbitov (Chlum u Všestar) – okres Hradce Králové
- Vojenský hřbitov (Chomutov)
- Vojenský hřbitov (Jindřichovice, okres Sokolov)
- Vojenský hřbitov (Josefov)
- Vojenský hřbitov (Karlín) – v Praze, zaniklý
- Vojenský hřbitov (Kbelnice, okres Jičín)
- Vojenský hřbitov (Komárov u Nechanic)
- Vojenský hřbitov (Lada v Podještědí)
- Vojenský hřbitov (Louka) – v Slavkovském lese
- Vojenský hřbitov (Martínkovice)
- Vojenský hřbitov (Máslojedy)
- Vojenský hřbitov (Milovice)
- Vojenský hřbitov (Náchod)
- Vojenský hřbitov (Nový Bydžov)
- Vojenský hřbitov (Olomouc-Černovír)
- Vojenský hřbitov (Olomouc-město)
- Vojenský hřbitov (Ostašov) – v Liberci
- Vojenský hřbitov (Pacov)
- Vojenský hřbitov (Písek)
- Vojenský hřbitov (Planá)
- Vojenský hřbitov (Podhrad) – u Chebu
- Vojenský hřbitov (Štěrboholy) – v Praze, zaniklý
- Vojenský hřbitov (Dolní Předměstí, Trutnov)
- Vojenský hřbitov (Horní Předměstí, Trutnov) – u kaple sv. Jana Křtitele
- Vojenský hřbitov (Tvarožná)

Vojenská pohřebiště jako část civilních hřbitovů:
- Čestné pohřebiště na Ústředním hřbitově v Brně
- Olšanské hřbitovy
- Vojenský hřbitov (Liberec-Ruprechtice)
- Vojenský hřbitov (Valašské Meziříčí)
- Vojenský hřbitov (Znojmo) – součást Louckého hřbitova ve Znojmě
- Vojenský hřbitov (Turnov) – součást hřbitova u kostela svatého Matěje v Hrušticích